# Assuré social
 (mai 2008).
Si vous disposez d'ouvrages ou d'articles de référence ou si vous connaissez des sites web de qualité traitant du thème abordé ici, merci de compléter l'article en donnant les références utiles à sa vérifiabilité et en les liant à la section « Notes et références ».
En France, un assuré social est une personne bénéficiant des prestations d'une caisse de la branche maladie de la Sécurité Sociale.
Un assuré social dispose d'un numéro d’immatriculation unique permettant son identification auprès de l'assurance maladie.
Un assuré social peut faire bénéficier de son assurance aux ayants droit, définis par la réglementation.